# Wiebke Puls

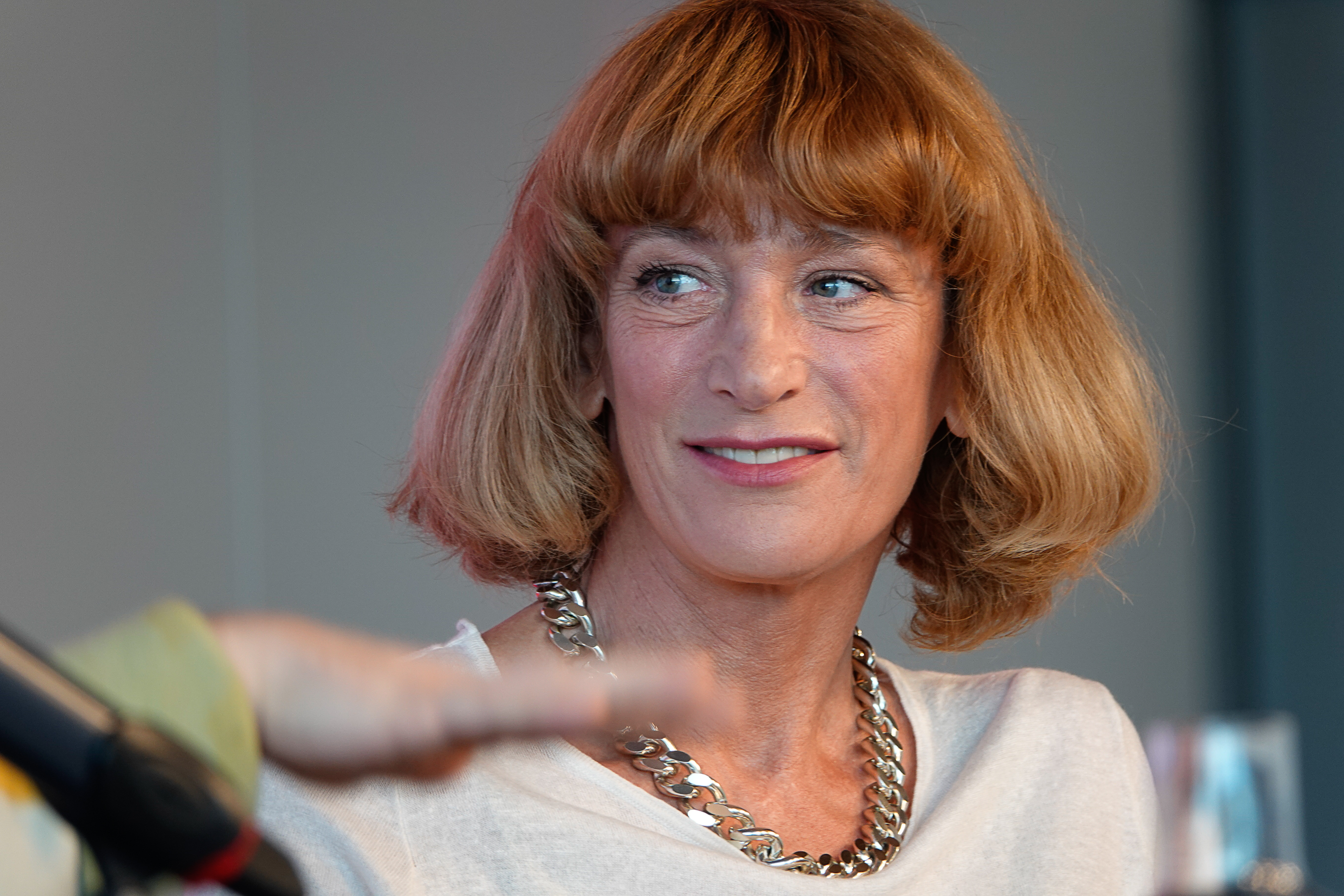
Wiebke Puls beim Münchner Literaturfest 2025

Wiebke Puls (* 12. Dezember 1973 in Husum) ist eine deutsche Schauspielerin und Sängerin.

## Leben
Schon während der Schulzeit spielte Wiebke Puls Theater und trat mit 14 Jahren in einem Musical an einem Schüler- und Studententheater auf. Später sang sie Pop und Jazz in Kneipen. Nach dem Abitur entschied sie sich zunächst für ein Studium der Bildenden Kunst, wurde dann aber gleich für die Schauspielausbildung angenommen. Von 1993 bis 1998 absolvierte Wiebke Puls ihre Ausbildung an der Schauspielschule der Berliner Hochschule der Künste. Von 1997 bis 1999 war sie festes Ensemblemitglied am Schauspiel Hannover; zur Spielzeit 2000/2001 wechselte sie ans Deutsche Schauspielhaus in Hamburg. Bekannt wurde sie durch die Rolle der Brünhild bei den Nibelungenfestspielen 2003 und 2004 in Worms. Seit der Spielzeit 2005/2006 gehört Wiebke Puls zum Ensemble der Münchner Kammerspiele. Dort war sie zuletzt unter anderem in „Orpheus steigt herab“ (2012), „Onkel Wanja“ (2013), „Das schweigende Mädchen“ (2014), „Die Zofen“ (2014), und „Nichts von Euch auf Erden“ (2015) tätig. In der Spielzeit 2016/2017 war sie u. a. in „América“ von Stefan Pucher und „Point Of No Return“ von Yael Ronen zu sehen.

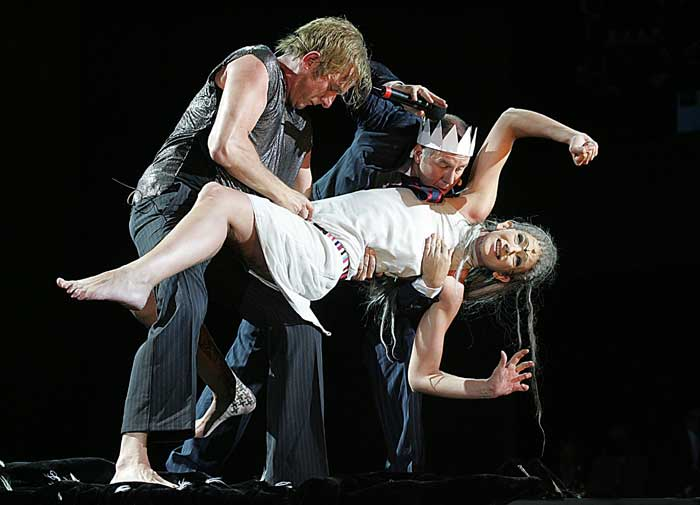
Wiebke Puls mit Martin Lindow und Joachim Król auf den Nibelungenfestspielen 2004

Neben ihren festen Theaterengagements nimmt die Arbeit in Fernseh- und Kinofilmen einen geringeren Raum ein. So spielte sie jeweils unter der Regie von Dieter Wedel in den Fernsehfilmen Mein alter Freund Fritz (2007) und Gier (2010) mit. Ihre erste größere Rolle in einem Kinofilm hatte sie als Bhagwan-Anhängerin Chandra in Marcus H. Rosenmüllers Komödie Sommer in Orange aus dem Jahr 2011. In Jan Fehses Zweipersonen-Kammerspiel Jasmin (2011) war sie als Psychiaterin im Dialog mit einer Kindsmörderin zu sehen.
Für ihre Theaterarbeit erhielt Puls mehrere Preise. Im Jahr 2003 wurde sie mit dem Boy-Gobert-Preis für besondere künstlerische Leistungen ausgezeichnet. 2005 bekam sie den Alfred-Kerr-Darstellerpreis und wurde als Schauspielerin des Jahres der Zeitschrift Theater heute ausgezeichnet. Im Jahr 2008 bekam sie den Preis der Förderer der Münchner Kammerspiele.

## Theaterstücke/Rollen
- »Zoff« (1989) – junges theater spectaculum e. V.
- »Mensch, Menschin« (1993) – junges theater spectaculum e. V.
- »Das tägliche Leben« (1997) – Volksbühne am Rosa-Luxemburg-Platz
- »Ein Mann zuviel« (1998) – Schauspiel Hannover
- »Adam Geist« das Mädchen (1998) – Schauspiel Hannover
- »Professor Unrat« Rosa Fröhlich – Schauspiel Hannover
- »King Kongs Töchter« Meggie – Schauspiel Hannover
- »Barbaren« Lidia – Schauspiel Hannover
- »Der Sturm« Caliban – Schauspiel Hannover
- »Berliner Geschichte« Er (2000) – Schauspiel Hannover
- »The show must go on!« (2000) – Deutsches Schauspielhaus in Hamburg
- »Haltestelle Geister« (2000) – Deutsches Schauspielhaus in Hamburg
- »Denn alle Lust will Ewigkeit« (2000) – Deutsches Schauspielhaus in Hamburg
- »Struwwelpeter« La Chanteuse (2000) – Deutsches Schauspielhaus in Hamburg
- »Berliner Geschichte« Er (2001) – Deutsches Schauspielhaus in Hamburg
- »Best of Schauspielhaus« (2001) – Deutsches Schauspielhaus in Hamburg
- »Die Frau vom Meer« Ellida Wangel (2001) – Deutsches Schauspielhaus in Hamburg
- »Ein Sturm« Ariel (2001) – Deutsches Schauspielhaus in Hamburg
- »Push Up 1-3« Sabine (2001) – Deutsches Schauspielhaus in Hamburg
- »Vor langer Zeit im Mai« (2001) – Deutsches Schauspielhaus in Hamburg
- »Jour Nix« Wiebke (2002) – Deutsches Schauspielhaus in Hamburg
- »Fische, die die Welt bedeuten« (2002) – Deutsches Schauspielhaus in Hamburg
- »Vorher/Nachher« (2002) – Deutsches Schauspielhaus in Hamburg
- »Leonce und Lena« Prinzessin Lena vom Reiche Pipi (2002) – Deutsches Schauspielhaus in Hamburg
- »Nibelungenfestspiele« Brünhild (Sommer 2003, 2004, 2005) – Worms
- »Porträts 360 sek« (2002) – Deutsches Schauspielhaus in Hamburg
- »Hedda Gabler« Hedda Gabler (2002) – Deutsches Schauspielhaus in Hamburg
- »Andy Warhols Velvet Underground« Gastauftritt (2003) – Deutsches Schauspielhaus in Hamburg
- »Wie es euch gefällt« Celia (2003) – Deutsches Schauspielhaus in Hamburg
- »Money makes me cry« (2003) – Deutsches Schauspielhaus in Hamburg
- »Mann trifft Frau« (2004) – Deutsches Schauspielhaus in Hamburg
- »Der Menschenfeind« Elifante (2004) – Deutsches Schauspielhaus in Hamburg
- »Der zerbrochne Krug« Marthe Rull (2004) – Deutsches Schauspielhaus in Hamburg
- »Warten auf Godot« Lucky (2004) – Deutsches Schauspielhaus in Hamburg
- »Spezialmensch« (2005) – Deutsches Schauspielhaus in Hamburg
- »Die Nibelungen« Kriemhild (2004) – Münchner Kammerspiele
- »Ein spanisches Stück« Aurelia (2005) – Deutsches Schauspielhaus in Hamburg
- »Die Bakchen« (2005) – Münchner Kammerspiele
- »Dunkel lockende Welt« Corinna Schneider (2006) – Münchner Kammerspiele
- »Stadt, Land, Fisch« (2006) – Münchner Kammerspiele
- »Denn alle Lust will Ewigkeit« (2007) – Münchner Kammerspiele
- »Land ohne Worte/Berliner Geschichte« (2007) – Münchner Kammerspiele
- »Hiob« Mirjam (2008) – Münchner Kammerspiele
- »Furcht und Zittern« Stephanie Meier (2008) – Münchner Kammerspiele
- »Peter Pan« Wendy (2008) – Münchner Kammerspiele
- »Drei Farben: Blau, Weiß, Rot« (2009) – Münchner Kammerspiele
- »Dunkel lockende Welt« Corinna Schneider (2009) – Deutsches Schauspielhaus in Hamburg
- »Konzert zur Revolution« (2009) – Münchner Kammerspiele
- »Endstation Sehnsucht« Blanche Dubois (2010) – Münchner Kammerspiele
- »Der Krieg« Helena und Donna Aspasia (2010) – Münchner Kammerspiele
- »Erfolg« (2010) – Münchner Kammerspiele
- »Die Hermannsschlacht« (2010) – Thusnelda – Münchner Kammerspiele
- »Alles nur der Liebe wegen« Ein Projekt von Andreas Kriegenburg (2011) – Münchner Kammerspiele
- »Winterreise« (2011) – Münchner Kammerspiele
- »Alpsegen« (2011) -Cécilia – Münchner Kammerspiele
- »Bitten an Karl« (2011) – Münchner Kammerspiele
- »Atropa. Die Rache des Friedens. Der Fall Trojas« (2011) – Klytämnestra – Münchner Kammerspiele
- »John Gabriel Borkman« (2012) – Ella Rentheim – Münchner Kammerspiele
- »Orpheus steigt herab« (2012) – Lady Torrance – Münchner Kammerspiele
- „Onkel Wanja“ (2013) – Jelena – Münchner Kammerspiele
- „Ilona.Rosetta.Sue“ (2013) – Sue – Münchner Kammerspiele
- „The Rest is Noise“ – Alex Ross – Münchner Kammerspiele
- „Liliom“ (2013) – Frau Muskat – Münchner Kammerspiele
- „Das schweigende Mädchen“ – Münchner Kammerspiele
- „Die Zofen“ (2014) – Gnädige Frau – Münchner Kammerspiele
- „Nichts von Euch auf Erden“ (2015) – Io – Münchner Kammerspiele
- „Rocco und seine Brüder“ (2015) – Frau Parondi – Münchner Kammerspiele
- „Point of no return“ (2015) – W.Puls – Münchner Kammerspiele
- „América“ (2016) – Kyra Mossbacher – Münchner Kammerspiele
- „Das Erbe“ (2017) – Münchner Kammerspiele
- „Luegen“ (2017) – W.Puls – Münchner Kammerspiele
- „Trüffel Trüffel Trüffel“ (2017) – Mme Rationier – Münchner Kammerspiele
- „Trommeln in der Nacht“ (2017) – Mutter Blicke – Münchner Kammerspiele
- „Im Menschen muss alles herrlich sein“ (2023) – Lena – Münchner Kammerspiele

## Regiearbeiten
- »Messe« (2001) – Deutsches Schauspielhaus in Hamburg
- »Jour Nix« (2002) – Deutsches Schauspielhaus in Hamburg
- »Mann trifft Frau« (2004) – Deutsches Schauspielhaus in Hamburg
- „Das weiße Album“ (2012) – Theater Augsburg
- „Klein Zaches, mein Zinnober“ (2017) – Münchner Kammerspiele

## Lesungen
- »Japanische Märchen« (2001) – Norddeutscher Rundfunk (das neue werk)
- »Es wird mir fehlen das Leben« (2002) – Museum der Arbeit, Hamburg
- »Electronic City« (2003) – Deutsches Schauspielhaus in Hamburg
- »Also bin ich froh« (2004) – Literaturhaus Hamburg
- »Meine Lieblingsbücher« (2004) – Deutsches Schauspielhaus in Hamburg/Thalia Buchhandlung
- »Nachrichten aus der Schwabinger Bohème« (2007) – Bayern2Radio
- »Erzähl mir Meer« (2007) – Fleetstreet, Hamburg + Stauerei, Bremen
- »Neid« (2008) – Literaturhaus München
- »japanisches rückwärtstagebuch« (2008) – Bayern2Radio
- »Die Wiedergänger« (2009) – Bayern2Radio

## CDs – Musik
- »Zoff« (1989) – junges theater spectaculum e. V.
- »Mensch, Menschin« (1993) – junges theater spectaculum e. V.
- »Denn alle Lust will Ewigkeit« (2000) – Deutsches Schauspielhaus in Hamburg
- »Struwwelpeter« (2001) – Deutsches Schauspielhaus in Hamburg
- »Jour Nix« (2002) – Deutsches Schauspielhaus in Hamburg
- »Mann trifft Frau« (2004) – Deutsches Schauspielhaus in Hamburg
- »Denn alle Lust will Ewigkeit« (2007) – Münchner Kammerspiele

## CDs – Hörbücher
- »Der Geldkomplex« (2004) – Hörbuch Hamburg
- »Wahre Leidenschaft Pubertät« (2004) – Tonkombinat
- »Gutenachtgeschichten« (2005) – Hörbuch Hamburg
- »Wassermusik« (2005) – NDR/Der Hörverlag
- »Gegen das Sommerlicht« (2007) – Hörbuch Hamburg
- »Gegen die Finsternis« (2008) – Hörbuch Hamburg
- »Das Lügenhaus« (2009) – Hörbuch Hamburg
- »Für alle Ewigkeit« (2010) – Hörbuch Hamburg
- »Orlando« (2013) – der Hörverlag
- »Die juristische Unschärfe einer Ehe« (2014) – Hörbuch Hamburg
- »Durch Mauern gehen« (2017) – Bonnevoice Hörbuchverlag München
- »Der Gott jenes Sommers« (2018) – Hörbuch Hamburg
- »Radio Activity« (2019) – Bonnevoice Hörbuchverlag München
- »I dissent – ich widerspreche: Ruth Bader Ginsburg« (2020) – Bonnevoice Hörbuchverlag München
- »Feuer der Freiheit: Die Rettung der Philosophie in finsteren Zeiten 1933–1943« (2020) – Der Audio Verlag Berlin

## Hörspiele
- 2012: Virginia Woolf, Jacobs Zimmer. Hörspiel in vier Teilen. Rolle: Erzählerin 2. Regie: Katja Langenbach. Produktion: BR Hörspiel und Medienkunst. Als Podcast/Download im BR Hörspiel Pool.[8]
- 2013: Jörg Albrecht, Hell of Fame. Rolle: Esoterikerin. Regie: Bernadette Sonnenbichler. BR Hörspiel und Medienkunst. Als Podcast/Download im BR Hörspiel Pool.[9]
- 2014: Björn Bicker: Urban Prayers – Realisation: Björn Bicker (Hörspiel – BR)
- 2015: Elfriede Jelinek: Wirtschaftskomödie – Regie: Leonhard Koppelmann Hörspiel (6 Teile) – BR/DKultur
- 2016: Helmut Heißenbüttel, Zwei oder drei Porträts. Regie: Ulrich Lampen. BR Hörspiel und Medienkunst. Als Podcast/Download im BR Hörspiel Pool.[10]
- 2022: Elena Ferrante: Neapolitanische Saga (15h 30min, Die Hörspiele – Meine geniale Freundin – Die Geschichte eines neuen Namens – Die Geschichte der getrennten Wege – Die Geschichte des verlorenen Kindes) Rolle: Professoressa Galiani (Elenas Lehrerin am Gymnasium) – Bearbeitung und Regie: Martin Heindel, Komposition: Ulrike Haage (als Podcast/Download im BR Hörspiel Pool)[11]

## Filmografie
- 1997: Strong Shit (Fernsehfilm; Regie: Till Schauder)
- 2007: Mein alter Freund Fritz (Fernsehfilm; Regie: Dieter Wedel)
- 2008: Von der Rolle (Dokumentarfilm, Uni München)
- 2009: Hiob (Theateraufzeichnung, Regie: Peter Schönhofer)
- 2010: Gier (Fernseh-Zweiteiler; Regie: Dieter Wedel)
- 2010: Mein Leben im Off (Regie: Oliver Haffner)
- 2010: Liebe vergisst man nicht (Regie: Matthias Tiefenbacher)
- 2011: Jasmin (Regie: Jan Fehse)
- 2011: Hopfensommer (Fernsehfilm; Regie: Christian Wagner)
- 2011: Sommer in Orange (Regie: Marcus H. Rosenmüller)
- 2012: Kaddisch für einen Freund (Regie: Leo Khasin)
- 2012: Pfarrer Braun – Ausgegeigt! (Fernsehserie; Regie: Jürgen Bretzinger)
- 2013: Weniger ist mehr (Regie: Jan Ruzicka)
- 2013: Polizeiruf 110: Kinderparadies  (Regie: Leander Haußmann)
- 2014: Unter Verdacht: Mutterseelenallein (Regie: Martin Weinhart)
- 2014: Hochzeitskönig (Regie: Ben Verbong)
- 2014: Der Prediger (Regie: Thomas Berger)
- 2015: Sophie kocht (Regie: Ben Verbong)
- 2015: Mord in bester Gesellschaft: Das Scheusal (Regie: Lars Montag)
- 2015: Mein vergessenes Leben (Regie: Gernot Krähe)
- 2015: Einer für alle, alles im Eimer (Regie: Zaurus vom Scheidt)
- 2015: Abschussfahrt (Regie: Tim Trachte)
- 2016: Fanny und die geheimen Väter (Regie: Mark Mohnheim)
- 2017: Der Tod und das Mädchen – Van Leeuwens dritter Fall (Regie: Hans Steinbichler)
- 2018: Tatort: KI
- 2018: Polizeiruf 110: Tatorte
- 2022: Babylon Berlin
- 2022: Die Kaiserin (The Empress, Fernsehserie)
- 2023: Morin (Fernsehfilm)
- 2023: Tatort: Geisterfahrt

## Auszeichnungen
- 2003: Boy-Gobert-Preis für besondere künstlerische Leistungen
- 2005: Alfred-Kerr-Darstellerpreis für die Rolle der Kriemhild an den Münchner Kammerspielen
- 2005: Schauspielerin des Jahres der Zeitschrift Theater heute
- 2008: Preis der Förderer der Münchner Kammerspiele[12]
- 2018: 3sat-Preis für ihre darstellerische Leistung in der Inszenierung Trommeln in der Nacht